# Midsund
Midsund é uma comuna da Noruega, com 94 km² de área e 1 925 habitantes (censo de 2004).         